# Gampeng
Gampeng is een bestuurslaag in het regentschap Kediri van de provincie Oost-Java, Indonesië. Gampeng telt 3880 inwoners (volkstelling 2010).